# Thomas Lachmann
Thomas Lachmann (* 1967 in Jena) ist ein deutscher Psychologe und Autor. Er lehrt und forscht als Professor für Kognitive und Entwicklungspsychologie an der Rheinland-Pfälzischen Technischen Universität Kaiserslautern-Landau (RPTU), ehemals TU Kaiserslautern.

## Biografie
Lachmann studierte Sonderpädagogik in Rostock und Psychologie in Leipzig und San Diego (UCSD). 1995 schloss er das Studium als Diplompsychologe ab. Danach war er als Promotionsstipendiat in Leipzig mit einem Landesgraduiertenstipendium und in San Diego mit einem Stipendium des DAAD tätig und promovierte 1998 mit summa cum laude zum Dr. rer. nat. Anschließend war Lachmann Wissenschaftlicher Assistent an der Universität Leipzig. Dort habilitierte er sich 2004 und lehrte ab 2005 als Professor für Psychologie mit schulpsychologischem Schwerpunkt an der Universität Bamberg. Im Jahr 2006 wechselte er an die damalige TU Kaiserslautern (heute RPTU), wo er von 2008 bis 2011 Dekan und Mitglied des Senats war. Zwischen 2007 und 2022 erhielt Lachmann Rufe auf W3-Professuren der Universitäten in Trier, Köln, Duisburg-Essen und Chemnitz, blieb jedoch in Kaiserslautern. Als Gastprofessor lehrt und forscht Lachmann zudem seit 2017 an der KU Leuven (Belgien) und seit 2019 an der Universität Nebrija in Madrid (Spanien). Von 2001 bis 2011 war er zudem als Gastwissenschaftler am Brain Science Institute des Riken in Japan tätig. Lachmann ist Mitbegründer und Leiter des Center for Cognitive Science an der RPTU.

## Forschungsschwerpunkte
Lachmann forscht vor allem in den Bereichen:
Kognitive Grundlagen des Sprach- und Schriftspracherwerbs sowie der Lese-Rechtschreibstörung.
Lebenslange Entwicklung von Intelligenz und Kreativität.
Behaviorale und neurokognitive Grundlagen der kognitiven Kontrolle.
Mensch-Computer-Interaktionen und Human Factors.
Lachmanns Arbeitsgruppe entwickelte das Trainingsprogramm Lautarium und war an großen Verbundprojekten, wie der NORAH-Fluglärm-Studie, dem Horizon 2020 Projekt „Equal Life“ und einem Gaia-X-Projekt beteiligt.

## Publikationen (Auswahl)
Bücher:
- mit Weis, T. (eds.):  Reading and Dyslexia: From Basic Functions to Higher Order Cognition. Literacy Studies 16. Cham. 2019. USA. Springer.
- mit Weis T. (eds.): Invariances in human information processing. Scientific Psychology Series. New York. 2018. Routledge.
- mit Steinbrink C.: Lese-Rechtschreibstörung. Grundlagen, Diagnostik, Intervention. Heidelberg. 2014. Springer. ISBN 978-3-642-41841-9
- mit Witruk, E., Friederici, A. D.(eds.): Basic Functions of Language, Reading and Reading Disability. Neuropsychology and Cognition Series 20. Boston. 2002. Kluwer/Springer.
- Vergleichen und Erkennen: Vorgänge im Gedächtnis bei der visuellen Relationserkennung. In: Psychologia Universalis. Band 22. Lengerich. 2001. Pabst Science Publishers.

## Herausgeber- und Mitgliedschaften
- Associate Editor Developmental Science (Wiley)[11]
- Section Editor Cognitive Processing (Springer)[12]
- Editorial Board Dyslexia (Wiley)[13]
- Editorial Board Journal of Cultural Cognitive Science (Springer)[14]
- Review Editor Frontiers: Educational Psychology, Perception Science, Developmental Psychology, Social and Evolutionary Neuroscience, Cognitive Science, Language Sciences
- Volume Editor Scientific Psychology Series (Routledge), Literacy Studies (Springer)
- Mitgliedschaften (Auswahl): Deutsche Gesellschaft für Psychologie, International Society for Psychophysics (Altpräsident), Society for the Cognitive Science of Culture (Vorstand).